# Marcial Bobadilla Guillén
Marcial Bobadilla Guillén es un diplomático paraguayo.

## Carrera
- Del 17 de febrero de 1997 al 28 de enero de 1999 fue Encargado de negocios en Moscú.
- Del 09 de junio de 2005 al 05 de agosto de 2011 fue embajador con residencia en Moscú.
- Desde el 24 de agosto de 2007 fue concurrentemente acreditado en Tallin (Estonia).
- Desde el 15 de septiembre de 2010 fue concurrentemente designado en Minsk (Bielorrusia), Dusambé (Tayikistán), Astaná (Kazajistán) y Ereván (Armenia).
- Desde el 10 de marzo de 2011 fue concurrentemente acreditado en Bakú (Azerbaiyán).

- Desde el 02 de agosto de 2013 es embajador de Horacio Cartes  en Taipéi (República de China).[1][2]